# Francisco Ossa
Francisco Javier Ossa Busta (Santiago de Chile; 19 de marzo de 1976) es un actor chileno de teatro, televisión y cine, el cual ha logrado reconocimiento por sus personajes en las telenovelas chilenas como La poseída, Wena profe, Isla paraíso, Inés del alma mía. y Hasta encontrarte.

## Biografía
Ossa nació en Santiago de Chile, ciudad capitalina. Ha participado en varias telenovelas chilenas y en producciones como 1976, Los 80, Chile '76, El cielo, la tierra y la lluvia, Trance, Super, Verano, Rey, Ausencia o Enigma.
Ha trabajado en obras de teatro como La tempestad (2015), al lado de Claudia Di Girolamo o Lo crudo, lo cocido, lo podrido (2023). Ossa es miembro de la directiva del recinto Teatro del Puente, inaugurado en Santiago en 1998.

## Distinciones

### Premios y nominaciones
| Año  | Premiación       | Trabajo nominado  | Categoría              | Resultado | Ref.  |
| ---- | ---------------- | ----------------- | ---------------------- | --------- | ----- |
| 2022 | Premios Caleuche | Inés del alma mía | Mejor actor de soporte | Ganador   | [ 9 ] |
| 2021 | Premios Caleuche | Ausencia          | Mejor actor de soporte | Ganador   | 10    |